# پرتره آدل بلوخ باوئر اول
پرتره آدل بلوخ-باوئر اول (آلمانی: Portrait of Adele Bloch-Bauer I) که با نام بانوی طلایی یا زن طلایی هم شناخته می‌شود، یک نقاشی از گوستاو کلیمت نقاشِ نماد گرای اتریشی است که بین سال‌های ۱۹۰۳ تا ۱۹۰۷ میلادی تکمیل شده‌است. این اثر؛ اولین پرتره از دو نقاشیِ هَمسان هنرمند با یک مدل است که به عنوان یک طرحِ پایانی و کامل شناخته می‌شود. این نقاشی توسط نازی‌ها و در قالب پروژه غارتگری نازی‌ها، در سال ۱۹۴۱ به سرقت رفت و در گالری کاخ بلودر به معرض تماشا گذاشته شد. در سال ۲۰۰۶ و پس از ۸ سال پیگیری‌های یکی از وراث خانواده، این نقاشی به خانواده بازگشت اما در همان سال و با مبلغ ۱۳۵ میلیون دلار به فروش رفت. قیمت پرداختی برای این اثر هنری در آن زمان یک رکورد محسوب می‌گردید.

## نقاشی‌های دوگانهٔ آدل و کلیمت
آدل بلوخ باوئر عضو ثروتمند انجمن جامعهٔ وینی و حامی و دوستِ نزدیک گوستاو کلیمت بود.
آدل بلوخ-باوئر (۱۸۸۱–۱۹۲۵) دختر موریس باوئر، مدیر کل بانک «وینر بانک‌ورین» بود، آدل در سال ۱۸۹۹ و در سن ۱۸ سالگی ازدواج کرده بود. خانوادهٔ آن‌ها و به خصوص آدل و خواهرش از لحاظ فرهنگی دارای افکار بورژوازی زنانه یهودیان وین بودند. شوهر او فردیناند از طریق پدرش مالک کارخانهٔ قند و شکر گردیده و در این مسیر موفقیت بسیاری به دست آورده بود.
در سالن و انجمن خانوادگی آن‌ها هنرمندان، نویسندگان و سیاستمداران سوسیالیست مانند کارل رنر، اولین صدراعظم جمهوری رفت‌وآمد داشتند و ملاقات‌هایی را ترتیب می‌دادند. ماریا آلتمن (۱۹۱۶–۲۰۱۱) خواهرزادهٔ آدل دربارهٔ چیزهایی که از او به یاد دارد می‌گوید؛ آدل توصیف واقعی درد و رنج بود. همیشه سردرد داشت، مثل یک دودکش سیگار می‌کشید و هیچ‌وقت این عادتش را ترک نکرد، ظرافت و در عین حال تاریکی وحشتناکی در چهرهٔ او مشهود بود در عین حال بسیار از خودراضی می‌نمود.
دوستی کلیمت با آدل باعث شد تا آدل برای چندین پرتره مدل نقاش شود که از مشهورترین آن‌ها می‌توان به تابلوهای دیگر نقاش به غیر از تابلوهای دوگانهٔ آدل بلوخ باوئر اول و دوم معروف به یودیت اول که بیشتر با نام جودیت و سر هولوفرنس مشهور است اشاره داشت. طرح کلی کلیمت برای نقاشی جودیت اول با محوریت آدل با بدنی نیمه برهنه در توصیف جودیت کتاب مقدس می‌باشد که در سال ۱۹۰۱ طرح گردید. در سال ۱۹۰۹ کلیمت نقاشی دیگری با همان محوریت جودیت طرح کرد که به نقاشی جودیت دوم شهره گشت

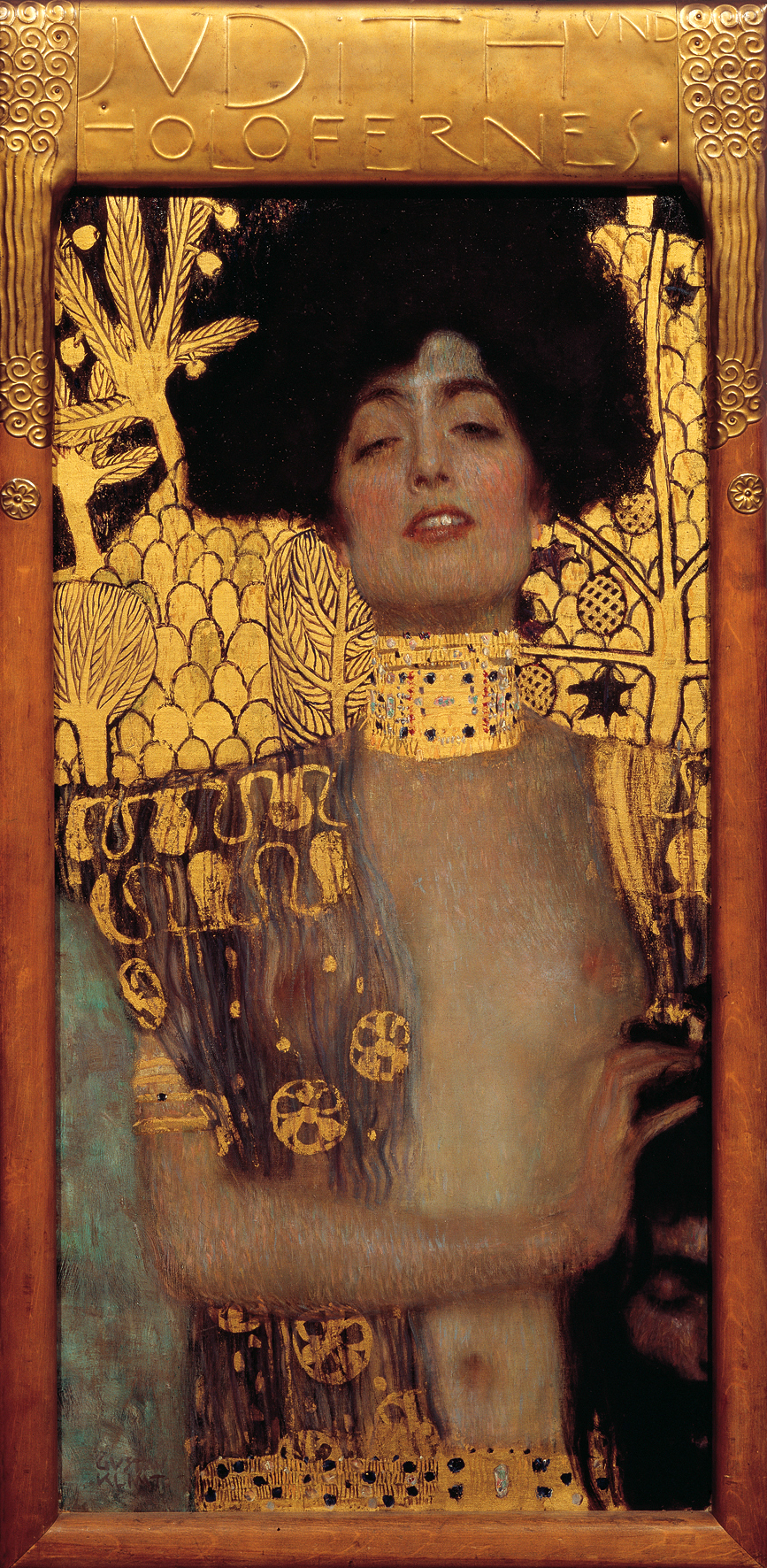
جودیت اول (۱۹۰۱)
جودیت دوم (۱۹۰۹)
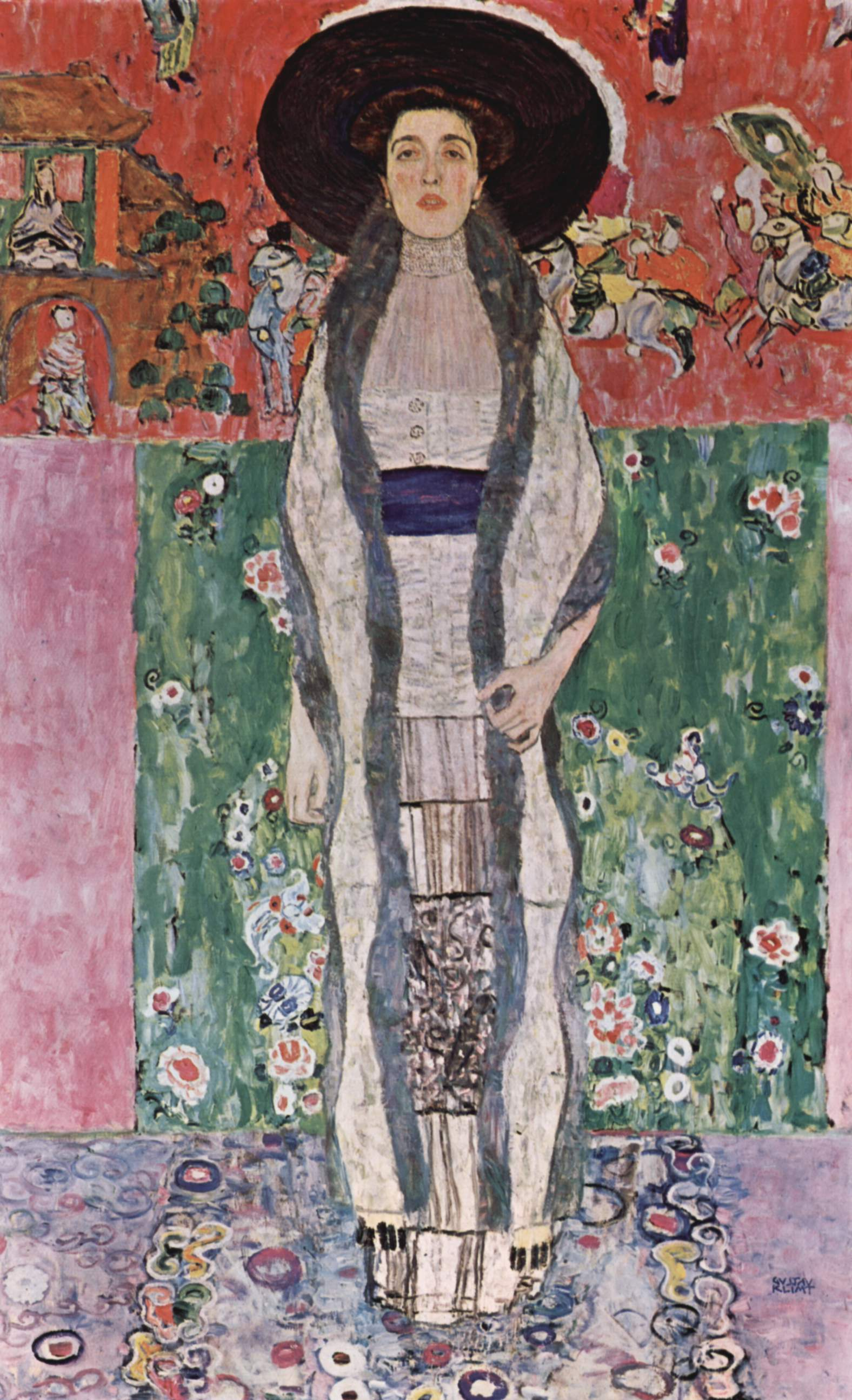
آدل بلوخ باوئر دوم (۱۹۱۲)

به این ترتیب کلیمت قبل از خلق آدل بلوخ باوئر اول و دوم به شکلی نمادین و با غنای مذهبی یک دوگانهٔ دیگر در قالب یودیت از آدل خلق کرده بود. فردیناند همسر آدل به آثار کلیمت علاقهٔ بسیاری داشت، او علاوه بر خرید تابلوی اول آدل از کلیمت چندین طرح مشهور دیگر استاد از جمله نقاشی پرتره آدل بلوخ-باوئر دوم را نیز خریداری کرد، در کنار این آثار چهار منظره نقاشی نیز خریداری شد که از میان آن‌ها می‌توان به تابلوهای. پرتره آمالی (۱۹۱۷) جنگل توس (۱۹۰۳) قفل در اتاق سوم (۱۹۱۰) و خانه‌ها در اونتراخ (۱۹۱۶) اشاره داشت.

## تاریخچه و مالکیت اثر
کلیمت برای تکمیل این شاهکار خود سه سال زمان صرف کرد، نقاشی‌های اولیه وی به سال ۱۹۰۳ تا ۱۹۰۴ بر می‌گردد، ابعاد این اثر کلیمت در اندازهٔ ۱۳۸ × ۱۳۸ سانتیمتر می‌باشد که از رنگ روغن بر روی طلا، نقره و کرباس طرح گردیده که نشان دهندهٔ تزئینات و پیچیدگی‌های استادانهٔ نقاش در سَبْک هنر نو می‌باشد.

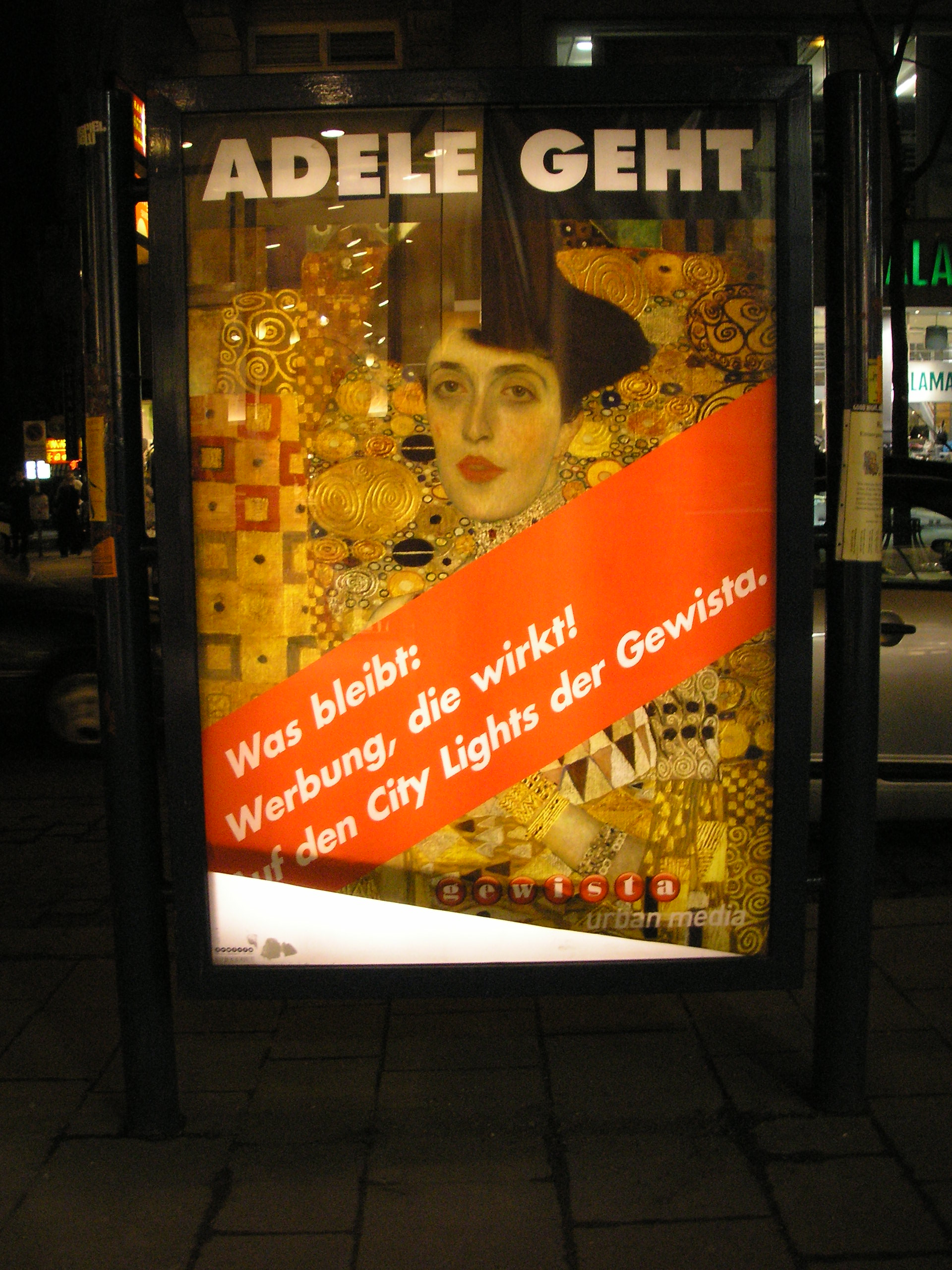
پوستر مشهور به پوستر خداحافظی، نصب شده بر دیوارهای اتریش هم‌زمان با برگزاری دادگاه بازپس‌گیری اثر به سال ۲۰۰۶ میلادی توسط ماریا آلتمن که منجر به انتقال آن به آمریکا گردید

کلیمت یک عضو و در حقیقت رئیس انجمنِ جدایی‌خواهی وین بود. یک گروه از هنرمندان که به دور از روش‌های سنتیِ نقاشی که روشی ورشکسته شده بود می‌باشد. این تصویرِ نقاش در وین و به سفارش و پیشنهاد شوهر آدل یعنی فردیناند بلوخ باوئر طرح گردید.
فردیناند که یک صنعتگر ثروتمند بود، عمدهٔ ثروتِ خود را از صنعت قند و شکر به دست آورده بود. او یکی از بزرگ‌ترین هنر دوستان و از جمله معدود حامیانِ مطرح گوستاو کلیمت بود که هم آثار و هم شخصیتِ نقاش مورد ستایش وی بود.
آدل بلوخ باوئر که مدلِ این نقاشی کلیمت بود در حقیقت برای دو بار الگو قرار گرفت به همین دلیل این تابلوهای دوگانه با موضوع همسان، ناچار با شماره گذاریِ اولین و دومین در هنر نقاشی ثبت گردید
 دومین طرح کلیمت با همین موضوع و با مدلینگ آدل مشهور به تابلوی پرتره آدل بلوخ باوئر دوم می‌باشد که ۵ سال بعد یعنی در سال ۱۹۱۲ طرح گردید.
ادعایی مطرح شد در رابطه با اینکه آدل از همسر خود خواسته تا پس از مرگش، تابلوی کلیمت را به گالری دولت اتریش اهدا کند، آدل در سال ۱۹۲۵ به واسطهٔ مننژیت درگذشت. هنگامی که آلمان نازی در سال ۱۹۳۸ اتریش را در اقدامی مشهور به آنشلوس ضمیمهٔ خاک خود کرد، بیوهٔ او به پراگ فرار کرد و پس از آن به زوریخ رفت. اموالِ خانوادهٔ بلوخ باوئر غارت شد که نقاشی کلیمت هم جزو آن‌ها بود. فریدریش، دادستان تعیین شده از طرف پیشوا در ادارهٔ کثیف خود که در مرکز نمایندگی یا در اختیار دولت آلمان بود، در سال ۱۹۴۱ نقاشی را توسط گالری دولت اتریش مشهور به گالری کاخ بلودر، مستقر در کاخ بلودر وین به دست آورد.
فردیناند بلوخ باوئر در سال ۱۹۴۵ در زوریخ درگذشت، در همان سال بر اساس وصیت او برادر زاده و خواهر زادهٔ خود، از جمله ماریا آلتمن را به عنوانِ وارثان املاک و دارایی خود مشخص کرد، ماریا آلتمن در سال ۲۰۰۰ بر اساسِ پی‌گیری‌های یک طرفدارِ اتریشی در جهت استرداد آثار موضوع را دنبال کرد، ماریا در دادگاه‌های اتریش و آمریکا در جهتِ بازپس‌گیری مجموعهٔ آثار هنری عمویش از جمله پرتره آدل بلوخ باوئر اول اقامهٔ دعوا کرد. دولت اتریش در زمان و موقعیتِ فونز لو در نشستی از ماریا درخواست داشتند که آثار را به سرزمین مادری خودش بخشش کند تا در اتریش بماند، در پایانِ ماجرا پس از یک نبردِ قضایی کوتاه در سال ۲۰۰۶ و توسط دادگاه، مالکیت اصلیِ این تابلو و سایر آثار به ماریا آلتمن تعلق گرفت، در ژوئن سال ۲۰۰۶ تابلو فروخته شد به قیمت ۱۳۵ میلیون دلار به رولاند لودر جهت گالری نئو در نیویورک، مبلغ پرداخت شده در آن زمان به عنوانِ یک رکورد در زمینهٔ آثار هنری به حساب می‌آمد، این پرتره از ژوئیه همان سال ۲۰۰۶ برای عموم به نمایش گذاشته شد.

## فیلم و سینما
داستان ماریا آلتمن به اندازهٔ کافی پر ماجرا و هیجانی بود تا کارگردانان و فیلم‌نامه‌نویسان به سراغ آن بروند، در سال ۲۰۱۵ فیلم سینمایی زنی با لباس طلایی رنگ به کارگردانی سایمون کُرتیس و با بازی هلن میرن در نقشِ ماریا و رایان رینولدز به عنوانِ وکیل وی شوئنبرگ بر پردهٔ نقره‌ای رفت.
آلتمن همچنین در سه فیلم مستند به بازگویی ماجرای زندگی خود پرداخته که عمده‌ترین مُستند با نامِ آرزوی آدل مشهور است که توسط فیلمساز تِرنس تُرنِر در سال ۲۰۰۸ ساخته شد، مُستند آرزوی آدل به واسطهٔ مصاحبه با آلتمن و وکیل وی شوئنبرگ و کارشناسانِ برجسته و سایر افرادی که در پیگیری پروندهٔ دادگاهی وی نقش داشتند بسیار برجسته و قابل توجه گردید، در سال ۲۰۰۷ نیز مُستندی با نامِ سرقت کلیمت ساخته شد که همراه با مصاحبهٔ آلتمن، شوئنبرگ و دیگران نیز بود. قطعه‌ای مُستند دیگر نیز در سال ۲۰۰۶ با مِحوَریت تجاوز به اروپا ساخته شد که به سِرقت گسترده از هنر توسط حزب نازی در جنگ جهانی دوم اشارهٔ مستقیم داشت.

## واژگان
1. ↑  Gustav Klimt
2. ↑  Symbolism (arts)
3. ↑  Adele Bloch-Bauer
4. ↑  Jugendstil style
5. ↑  Vienna Secession
6. ↑  Ferdinand Bloch-Bauer
7. ↑  Portrait of Adele Bloch-Bauer II
8. ↑  Austrian State Gallery
9. ↑  Anschluss
10. ↑  Belvedere Palace
11. ↑  Maria Altmann
12. ↑  Ronald Lauder
13. ↑  Neue Galerie
14. ↑  Woman in Gold
15. ↑  Simon Curtis
16. ↑  Helen Mirren
17. ↑  Ryan Reynolds
18. ↑  E. Randol Schoenberg
19. ↑  Adele's Wish
20. ↑  Terrence Turner
21. ↑  Stealing Klimt
22. ↑  The Accidental Caregiver
23. ↑  Gregor Collins
24. ↑  Anne-Marie O'Connor
25. ↑  Melissa Müller
26. ↑  Monika Tatzkow
27. ↑  Lost Lives, Lost Art